# Niêm mạc
Niêm mạc hay màng nhầy là lớp tế bào lót lòng các khoang trong cơ thể, cũng như bao phủ các bề mặt của nội tạng. Nó gồm biểu bì phủ lên lớp mô liên kết lỏng.Trang Nguồn gốc phôi học chủ yếu của niêm mạc là nội bì. Nó tiếp nối với da ở các lỗ như mắt, mí mắt, tai, lỗ mũi, miệng, môi, lỗ niệu đạo, hậu môn.
Một số niêm mạc tiết chất nhầy. Chất này có tác dụng ngăn chặn sinh vật gây bệnh và chất bẩn xâm nhập sâu vào cơ thể, đồng thời giữ mô bề mặt khỏi bị khô. Chúng có thể hấp thụ một số chất và các chất độc nhưng có thể bị đau. Nếu niêm mạc bị rách hoặc bị hỏng, chất nhầy là khả năng thực hiện vai trò của nó trong việc ngăn ngừa nhiễm trùng và giữ lại độ ẩm mô.
Ở nữ giới, đầu âm vật và mũ trùm đầu âm vật có niêm mạc. Ở nam giới, quy đầu dương vật và các lớp bên trong của bao quy đầu có màng nhầy. Các niệu đạo cũng là lót bằng một lớp màng nhầy. Một số màng nhầy có liên quan đến tiêu hóa trong việc hấp thụ các phân tử thức ăn không hòa tan và bài tiết (tiết ra hóa chất từ các tuyến. Các chất dịch đậm đặc được tiết ra bởi một số các màng nhầy và/hoặc các tuyến liên kết được gọi là chất nhầy. Chất nhầy có thể có tính bảo vệ.

## Cấu trúc
Niêm mạc gồm một hoặc nhiều lớp biểu mô đặt trên một lớp mô liên kết lỏng. Tính chất của mỗi lớp này có thể khác nhau ở mỗi đoạn của cùng một ống. 
Niêm mặc lót lòng ống tiêu hóa, ống hô hấp và ống sinh dục. Nó là rào cản cơ bản giữa môi trường ngoài và trong cơ thể. Ở người lớn, tổng diện tích niêm mạc là cỡ 400 m2 (để so sánh, tổng diện tích da là cỡ 2 m2). Ngoài là rào cản vật lý, nó còn chứa những thành phần quan trọng của hệ miễn dịch, nên cũng đóng vai trò như mặt phân giới giữa mô cơ thể và hệ vi sinh vật trong cơ thể. 

### Ví dụ
Các ví dụ của niêm mạc là: 
- Niêm mạc dạ dày
- Niêm mạc ruột
- Niêm mạc mũi
- Niêm mạc khứu
- Niêm mạc miệng
- Niêm mạc dương vật
- Niêm mạc hô hấp
- Niêm mạc âm đạo
- Hãm lưỡi
- Ống hậu môn
- Kết mạc (trong mắt)
- Nội mạc (tức niêm mạc tử cung)

### Phát triển
Nguồn gốc phôi học chủ yếu của niêm mạc là nội bì. Những ngoại lệ là miệng, lợi (nứu), môi và phần hậu môn ở dưới đường lược. Nhưng đoạn niêm mạc đó có nguồn gốc ngoại bì. 